# Koning Boudewijnbasis
De Koning Boudewijnbasis was een Belgisch poolstation op Antarctica. Het ligt aan de (voorgestelde) Riiser-Larsenzee.
De tweede Belgische expeditie stond onder leiding van Gaston de Gerlache, zoon van Adrien de Gerlache. De basis werd opgezet in het kader van het Internationaal Geofysisch Jaar en was in bedrijf tussen 1 juli 1957 en 31 januari 1961.

## Bouw van de basis
De expeditieleden vertrokken op 12 november 1957 uit de haven van Antwerpen aan boord van de ijsbreker Polarhav en de robbenjager Polarsirkel. Aan boord waren onder meer drie rupsvoertuigen, een vliegtuig en een helikopter. Op 26 december 1957 kwamen beide schepen in Koningin Maudland aan. Gedurende de volgende twee weken bouwden de expeditieleden op 70°25'33" zuiderbreedte het eerste Belgische wetenschappelijke station: de Koning Boudewijnbasis.

## Activiteiten
- observatie van het zuiderlicht
- onderzoek van de ionosfeer, sneeuw en ijs en het aardmagnetisme
- exploratie van het binnenland dat toen nog grotendeels terra incognita was

Een ploeg onder leiding van Frank Bastin losten de oorspronkelijke expeditieleden een eerste maal af; een tweede maal gebeurde dit door expeditieleider Guido Derom.

## Nieuwe Koning Boudewijnbasis
Onder druk van Gaston de Gerlache besloot de Belgische regering het zuidpoolonderzoek opnieuw op te starten. Men stelde de deelname van een ander Europees land als voorwaarde. Op 21 januari 1964 kwam de eerste Belgisch-Nederlandse expeditie op de Koning Boudewijnbasis aan, of wat daar nog van overbleef. Een paar honderd meter verderop werd een nieuwe basis gebouwd die tot 1967 in gebruik bleef.
Vanaf 2007 bouwde België aan de Prinses Elisabethbasis, die 15 februari 2009 officieel werd geopend.